# Белостокский погром

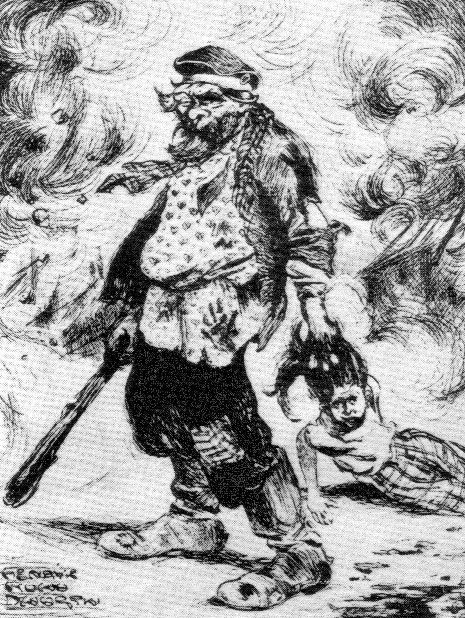
Посвящённая Белостокскому погрому карикатура Хенрика Новодворского (Henryk Nowodworski).

Белостокский погром (пол. Pogrom białostocki) — погром в г. Белосток, продолжавшийся с 1 по 3 июня 1906 года. В результате погрома свыше 70 евреев были убиты и около 80 ранены, среди которых младенцы, женщины и старики. Погромщикам достались 3 завода, 120 торговых помещений и более 100 квартир.

## Предыстория
Белосток был крупнейшим городом Гродненской губернии, в котором большинство составляло еврейское население. По данным переписи 1897 года из 66 тыс. жителей Белостока для 41 тысячи родным был еврейский язык, для 11 тыс. — польский и для 9 тыс. русский. В городе была развита ткацкая промышленность. Во время революции 1905—1907 годов Белосток был центром анархизма в России.

## Погром
Согласно докладу комиссии Государственной Думы, ο предполагавшемся погроме ходили слухи за несколько дней до 1 июня и его связывали с таинственным убийством белостокского полицмейстера Деркачева на Суражской ул., где была сосредоточена еврейская анархистская организация. Полицмейстер хорошо относился к евреям и противодействовал приставу Шереметову, вызывавшему в еврейском населении озлобление против полиции.
Тем не менее, был пущен слух, будто Деркачев умерщвлён евреями, и это-то явилось причиной раздражения полиции против евреев. Благоприятную почву для погрома создали и разнообразные реакционные общественные элементы, мнившие, что борьба с евреями есть борьба с освободительным движением. Среди гарнизона распространялись прокламации соответствующего содержания.
1 июня должны были состояться католическая и православная процессии. За два дня до процессий в одном полку, как сообщалось в докладе парламентской комиссии, солдатам стало известно, что 1 июня во время процессии евреями будет брошена бомба. Слух ο погроме всячески распространялся. Представители местного еврейского общества ходатайствовали перед властями ο принятии предупредительных мер. Власти были предубеждены против еврейского общества, якобы повинного в том, что анархисты стреляли в полицию и метали бомбы. В широких христианских кругах, даже в сфере фабричного труда, как было засвидетельствовано в заседании белостокской думы, никакой вражды к евреям не существовало.
1 июня во время процессии что-то произошло. Были ли то выстрелы или какое-то шипение, этого очевидцы точно не могли выяснить. Сейчас же появились войска. Раздалась стрельба, и начался погром. В течение 1 июня беднота грабила еврейские лавки и расхищала товары. Солдаты обстреливали улицы, когда появлялись евреи. Последние избивались и на вокзале, несмотря на присутствие здесь властей. 2 июня полиция указывала дома, где сосредоточились евреи, и эти дома осыпались пулями. В это время погибли многие евреи как в домах, так и на улицах. Многочисленные провокаторские выстрелы также служили солдатам сигналами. В Белосток прибыл губернатор. Однако, он ничего не сделал для подавления беспорядков.
Согласно рапорту временного генерал-губернатора Белостока и уезда фон-Бадера военному министру

1 июня в 12 часов дня по Александровской улице шла православная процессия. Когда она поворачивала на Институтскую улицу, то из дома Янкеля Рахитиса, находящегося на углу, неизвестные евреи бросили бомбу и начали стрелять из револьверов. Бомбой убит один христианин, ранено двое. Пулями убито 3 и ранено 3.
Сейчас же прибыла рота, которая находилась в полицейском управлении, и начала обстреливать дом. Процессия продолжала идти дальше.
Вслед за сим было брошено ещё 2 бомбы на Липовой улице, по пути следования католической процессии, и всё время евреи продолжали стрелять из окон и с балконов.
После этого христиане начали громить лавки и избивать евреев. Были вызваны ещё войска — всего долее двух полков пехоты и вся кавалерия..

Сообщение газеты «Новое Время»: 

ночь 2 июня было два пожара. Около 7 часов вечера евреи засели на лесопильном заводе по Николаевской улице. Они сообщались с домиком, стоявшим в поле. Когда 10 солдат окружили завод, где начался пожар, по ним открыли огонь из браунингов. Солдаты отвечали залпами. Здесь было убито 6 евреев и в числе их один из главарей — парикмахер Панде. Около 10 часов вечера по участку, где находились полковник и другие офицеры, был открыт огонь из смежного сада. Пули летели в открытые окна. Пристав Карницкий донёс, что дружинники заняли сад реального училища и покинутый завод рядом с отделением Государственного банка, в котором находились значительные суммы денег.
Под выстрелами полковник Войцеховский с 30 солдатами бросился к заводу, но оттуда уже началась револьверная пальба и показался огонь пожара. Дружинники не подпускали пожарную команду, вызванную для тушения. После нескольких залпов они оставили горевший завод, перешли вброд мелкую и узкую речку Белую, и с другого берега началась пальба пачками из браунингов. Евреев было до 500 человек. На Белой было настоящее сражение. В это время на горевшем заводе произошёл взрыв склада патронов, оставленного дружинниками. Эхо взрыва было так сильно, что многим показалось, будто в стороне расположения Казанского полка происходит бой.
Евреи нападают на христиан не только в Белостоке, а и в окрестных местечках: Фастове, Гриневичах, Старосельцах, Зелёном и др. Во ржи до сих пор находят трупы. Особенно зверски евреи расправились на Слонимской улице Белостока с восьмидесятилетним стариком Ходакевичем. Он вышел с топором из дому чинить забор. Евреи набросились на Ходакевича, отняли топор и, отрубив руку, прикончили старика выстрелом из браунинга. Насчитывают более 30 убитых евреями христиан.
Весь день 2 июня продолжался погром, но потом организованные отряды еврейской «самообороны» перешли в наступление и стали чинить расправу над христианами. Войска одинаково защищали евреев, православных и католиков, но им приходилось стрелять по вооружённым дружинникам, до сих пор нападающим на патрули. Евреи хотят, чтобы удалили войска.
3 июня брошена бомба в патруль Углицкого полка. На Базарной улице, вторую бомбу бросили в полицейский наряд, но она не разорвалась.

## Реакция Государственной Думы
Белостокский погром был выделен в мартирологе русских евреев тем, что это был единственный погром, на который открыто отреагировало организованное русское общественное мнение в лице Государственной Думы. Сразу по получении телеграфных известий ο начавшемся погроме 49 депутатов внесли 2 июня в Думу заявление ο срочном запросе министру внутренних дел.
В заявлении говорилось: «население (еврейское) в ужасе взывает к помощи Государственной Думы, опасаясь, чтобы, как это неоднократно происходило при прежних погромах, со стороны местных властей и злостной агитации не сделана была попытка представить пострадавших виновниками постигшего их бедствия». Запрос и срочность его были поддержаны рядом ораторов (Набоков (Петербург), Левин (Вильна) Жуковский (Гродненская губерния), Рыжков (Екатеринославская губерния), Понятовский (Волынская губерния), М. Ковалевский (Харьковская губерния), Аладьин (Симбирская губерния), Парчевский (Калишская губерния — говорил от имени депутатов Царства Польского), Котляревский (Саратовская губерния), Родичев (Тверская губерния), Боярков (Волынская губерния), Мантерис (Кел. губерния).
Набоков, обратив внимание на возможность распространения погромов, отметил, между прочим, что при многих прежних погромах «администрации отнюдь не удалось сбросить с себя подозрение в том, что эта одновременность возникновения погромов объясняется либо их организованностью, либо, в лучшем случае, бездействием правительственной власти».
Рыжков предложил Думе настоять на том, чтобы для расследования погрома была назначена следственная комиссия, в которую вошли бы и представители Думы. Аладьин указал, что Дума может воспользоваться принадлежащей ей прерогативой и немедленно послать на место события одного или двух представителей Думы.
Предложенная формула «принимая заявление ο запросе по поводу белостокских событий и поручая комиссии по исследованию незакономерных действий должностных лиц произвести таковое исследование путём собрания сведений немедленно на месте» была принята единогласно. В тот же день так называемая «Комиссия 33-х» командировала в Белосток депутатов Щепкина, Араканцева и Якубсона. При проезде депутатов через Гродно собралось много народу, и все просили депутатов опросить бежавших сюда от погрома, вследствие чего Араканцев остался в Гродно и записал показания некоторых свидетелей.
В Белостоке депутаты опросили свидетелей. Добытый таким путём материал дал возможность депутатам выяснить некоторые обстоятельства погрома, ο которых они поведали 10 июня Комиссии 33-х, a затем Государственной Думе в заседаниях 22 и 23 июня (некоторые подробности сообщил в заседании 26 июня депутат Пустошкин, от Симбирской губернии, по собственной инициативе посетивший Белосток).
Комиссия признала, что:
- «во-первых, никакой племенной, религиозной или экономической вражды между христианским и еврейским населением города Белостока не существовало;
- во-вторых, нескрываемая вражда к евреям существовала только y полиции и внушалась также войскам на почве обвинения евреев в участии в освободительном движении;
- в-третьих, погром был подготовлен заранее, и об этом задолго было известно как администрации, так и самому населению;
- в-четвёртых, ближайший повод к погрому был также заранее приуготовлен, предсказан властями, и посему он не может быть рассматриваем как вспышка религиозного или национального фанатизма;
- в-пятых, действие войск и гражданских властей во время погрома представляется явным нарушением установленных на сей предмет законов, a равно и правил 7-го февраля 1906 года; это было систематическое расстреливание мирного еврейского населения, не исключая женщин и детей, под видом усмирения революционеров, ибо никаких революционных действий как толпы, так и отдельных лиц, которые дали бы основание для принятии мер к усмирению, не установлено;
- в-шестых, гражданские и военные власти не только бездействовали… но во многих случаях в лице низших агентов производили его сами в виде убийств, истязаний и грабежей;
- в-седьмых, официальные донесения в изложении причин, поводов и хода событий (о стрельбе в войска и христианское население, о революционных нападениях и т. п.) не соответствуют действительности».

Вместе с тем Комиссия выработала следующий проект запросов: первый — «министру внутренних дел: привлекаются ли к судебной ответственности гродненский губернатор и чины полиции г. Белосток: одни за обнаруженное ими бездействие власти, a другие за содействие к погрому и непосредственное в нём участие?»; второй — «министру военному: а) известно ли ему, что ещё до введения военного положения в г. Белосток высшие местные военные власти фактически устранили гродненского губернатора и исправляющего должность полициймейстера от исполнения их обязанностей и приняли таковые на себя, вопреки существующим узаконениям? б) известно ли также ему, что… вызванные в город войска предоставляемы были в распоряжение низших полицейских служителей и как по указанию этих последних, так даже и частных лиц расстреливали мирных жителей?..»
Ряд ораторов в заседаниях Думы 26, 27 и 29 июня всесторонне выяснили характер белостокского погрома, причём ввиду общего политического положения было признано излишним обращаться к правительству с запросом и в заседании 7 июля была принята (с поправками и дополнениями) формула перехода, предложенная конституционно-демократической партией. Она гласила, что ответственность за погром падает не только на местные, но и на центральные органы, что погромы поддерживаются безнаказанностью должностных лиц, что правительственное сообщение замолчало истину и что единственным средством предупреждения дальнейшего распространения погромов является «немедленное предание суду всех ответственных за них должностных лиц без различия ранга и положения и немедленный выход министерства в отставку».

## Судебное дело о погроме
Дело ο погроме слушалось с 16 мая по 8 июня 1908 года в г. Белосток выездной сессией Гродненского окружного суда с участием сословных представителей. Из привлечённых в качестве обвиняемых 44 лиц 8 скрылись, остальные явились в суд. Предъявив подсудимым обвинение в том, что они «из вражды религиозной и племенной к евреям и из экономических к ним отношений, действуя соединёнными усилиями, учиняли насилия над некоторыми евреями… похищение и истребление и повреждение имущества означенных евреев и вторжение в их дома и квартиры», обвинительный акт стремился объяснить погром революционной деятельностью евреев, озлобившей прочее население и разногласиями по вопросу ο забастовках (на эту точку зрения стал и представитель государственного обвинения на суде). Поверенные гражданских истцов были лишены возможности выяснить, при каких условиях возник и развился погром, так как им было отказано в вызове указанных ими многочисленных свидетелей. Тем не менее на суде было документально установлено, что почти все дела ο политических преступлениях евреев, на которые ссылался обвинительный акт, были прекращены до суда и что между еврейским и остальным населением ни религиозной, ни экономической розни не существовало. Суд приговорил 15 подсудимых к заключению в тюрьме и к отдаче в исправительные арестантские отделения на разные сроки, остальных же оправдал. Гражданские иски были оставлены без рассмотрения.
Один из поверенных гражданских истцов, присяжный поверенный А. Гиллерсон, был привлечён к ответственности по обвинению в том, что, выступая в суде, «публично произнес речь, заведомо для него возбуждающую вражду рабочего класса против состоятельного класса населения и служилой среды чиновников, a также заведомо для него возбуждающую к ниспровержению существующего в России образа правления и общественного строя». Это стало исключительным в истории русской адвокатуры случаем привлечения адвоката к ответственности за речь в суде.

## Памятник жертвам
Еврейские жертвы погрома были похоронены на кладбище Багновка в Белостоке. Был установлен памятник из чёрного камня, который сохранился до настоящего времени. На памятнике выбит список имен погибших.